# Thonne (rivier)
De Thonne is een riviertje van het Maasbekken.
Zij stoomt in het arrondissement Virton in het zuiden van Belgische Provincie Luxemburg en het noorden van het Franse departement Meuse. De Thonne ontspringt bij Gérouville in de gemeente Meix-devant-Virton en stroomt op de grens van de gemeentes Thonne-les-Près en Montmédy uit in de Chiers, die op haar beurt in de Maas uitstoomt. De Thonne stroomt 18 km door de Belgische en Franse Gaume.
Plaatsen vernoemd naar de rivier:
- Sommethonne
- Thonnelle
- Thonne-la-Long
- Thonne-les-Près
- Thonne-le-Thil